# Loxothylacus kossmanni
Loxothylacus kossmanni is een krabbezakjessoort uit de familie van de Sacculinidae. De wetenschappelijke naam van de soort is voor het eerst geldig gepubliceerd in 1955 door Boschma.